# Caelum
Cælum, el Cincel o el Buril es una débil constelación del hemisferio celeste austral introducida por Nicolas-Louis de Lacaille en la década de los 50 del siglo XVIII con el nombre de Cælum Sculptorium o el Cincel del Escultor. Se cuenta entre las ochenta y ocho constelaciones modernas. Es la octava constelación más pequeña y subyace bajo un ángulo de alrededor de 0,038 estereorradianes, algo menor que el de Corona Australis.
Debido a su pequeño tamaño y su ubicación lejos del plano de la Vía Láctea, Cælum es una constelación bastante desolada que contiene pocos objetos de interés. La estrella más brillante es Alfa Caeli, con 4,45 de magnitud aparente, y solo Gamma1 Cæli supera también la maginitud 5. Otros objetos notables son RR Cæli, una estrella binaria con un exoplaneta situada a aproximadamente 65,7 años luz; X Cæli, una variable delta scuti que forma una doble óptica con Gamma1 Cæli; y HE0450-2958, una galaxia Seyfert que al principio parecía un simple chorro sin galaxia visible.

## Historia
Cælum fue introducida por primera vez en el siglo XVIII por Lacaille, astrónomo francés creador de otras trece constelaciones de los cielos meridionales. El nombre en francés que le dio Lacaille fue Burin, latinizado como Cælum Scalptorium. Francis Baily acortó este nombre a Caelum siguiendo una sugerencia de John Herschel. En la carta original, la constelación se muestra como un buril o un estilete, aunque ha llegado a reconocerse simplemente como un cincel. Johann Bode escribió el nombre en plural (Cæla Scalptoris), pero esta forma no prosperó.

## Descripción
El Cincel está rodeado al sur por la Dorada y el Caballete del Pintor, al este por el Reloj y Eridano, al norte por la Liebre y al oeste por la Paloma. Ocupa la posición 81 al cubrir solo 125 grados cuadrados de cielo nocturno. Toda la constelación es visible hasta la latitud 41° N, aunque partes de la constelación son visibles hasta la latitud 62° N. Su principal asterismo se compone de cuatro estrellas distribuidas en una línea quebrada; al menos veinte estrellas superan la magnitud 6,5. Los límites de la constelación fueron establecidos por Eugène Delporte en 1930 y están delimitados por un polígono de doce lados. En el sistema de coordenadas celestes, las ascensiones rectas de estos límites se encuentran entre 4 h 19,5 m y 5 h 05,1 m, mientras que las declinaciones límite son −27,02° y −48,74°. La Unión Astronómica Internacional (UAI) adoptó para la constelación la abreviatura de tres «Cae» en 1922.

## Estrellas principales

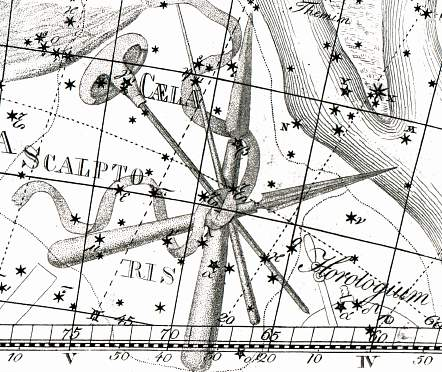
Imagen de la constelación de Caelum.

- α Caeli, la estrella más brillante de la constelación con magnitud 4,44 es una estrella binaria formada por una estrella blanco-amarilla y una tenue enana roja de magnitud 12,5. Ambas componentes están separadas 6 segundos de arco.
- β Caeli, estrella blanco-amarilla de magnitud 5,04 de características muy similares a la componente más brillante de α Caeli.
- δ Caeli, subgigante blanco-azulada de magnitud 5,05.
- γ Caeli, denominación compartida por dos estrellas distintas. γ1 Caeli, de magnitud 4,55 y la segunda estrella más brillante de la constelación, es una gigante naranja a 185 años luz. γ2 Caeli, también llamada X Caeli, es una estrella variable Delta Scuti que se encuentra a 334 años luz.
- RV Caeli, gigante roja y variable irregular cuyo brillo oscila entre magnitud 6,44 y 6,56.
- HD 30876, enana naranja de magnitud 7,50 a 58 años luz.

## Objetos de cielo profundo
- NGC 1679. AR: 04h 50m 00.0s Dec: -31°59′0″ (Época 2000). Galaxia espiral, dos grados al sur de ζ Caeli.